# Bill Wheatley
William „Bill” John Wheatley (ur. 5 lipca 1909 w Gypsum, zm. 5 lutego 1992 w El Cerrito) – amerykański koszykarz, złoty medalista letnich igrzyskach olimpijskich w Berlinie. Wystąpił w dwóch spotkaniach.